# Sobralia decora
Sobralia decora là một loài thực vật có hoa trong họ Lan. Loài này được Bateman miêu tả khoa học đầu tiên năm 1841.

## Hình ảnh

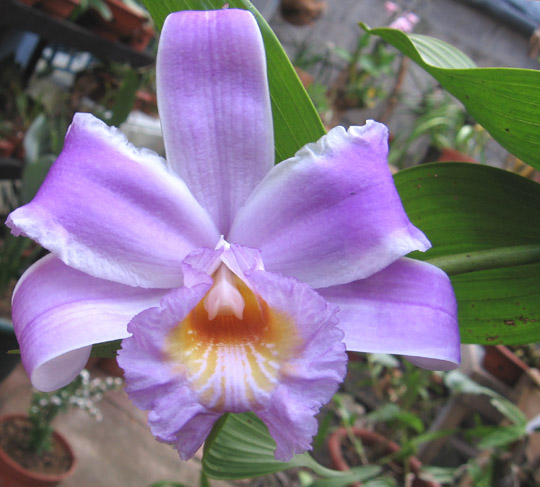
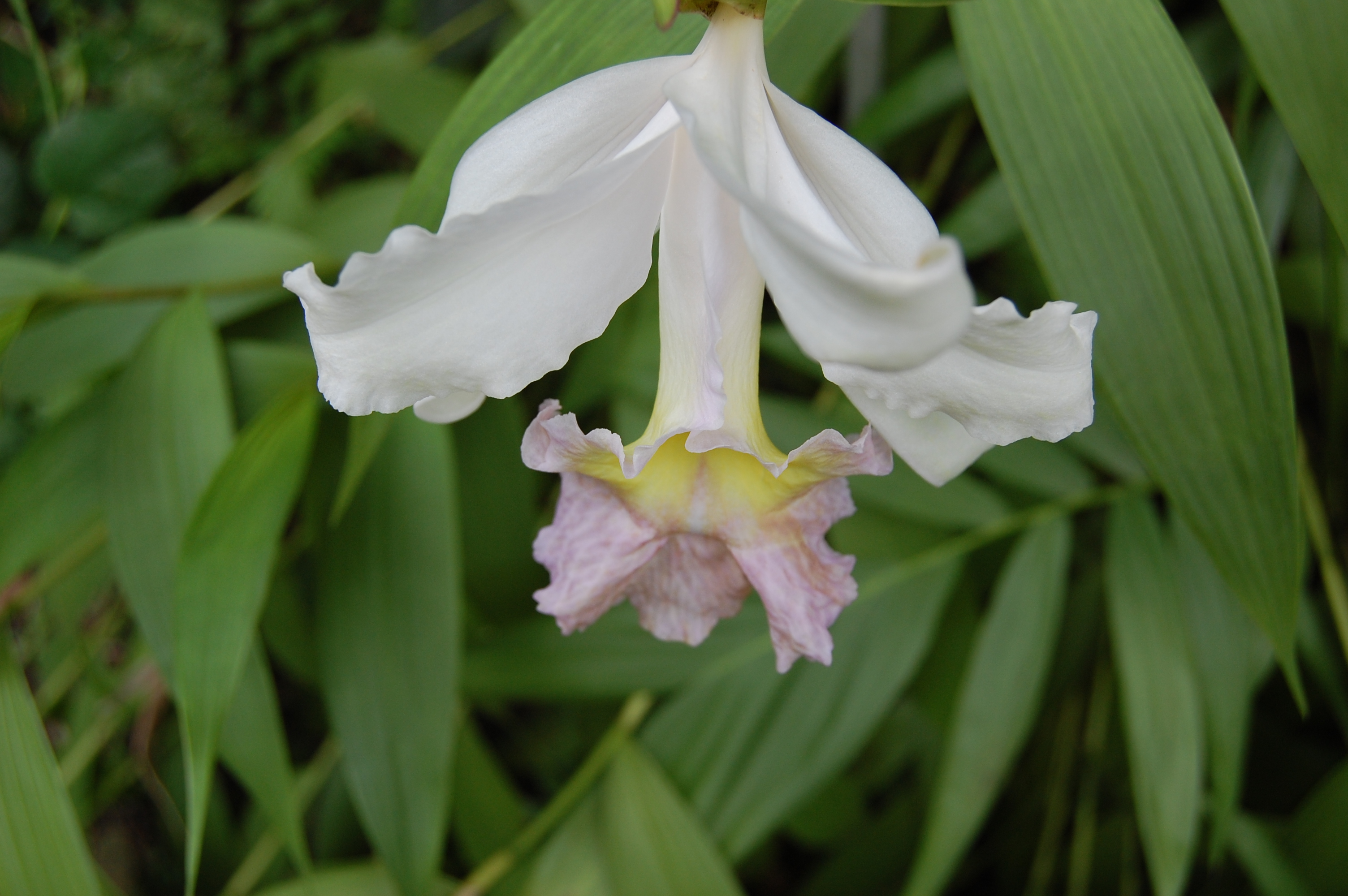
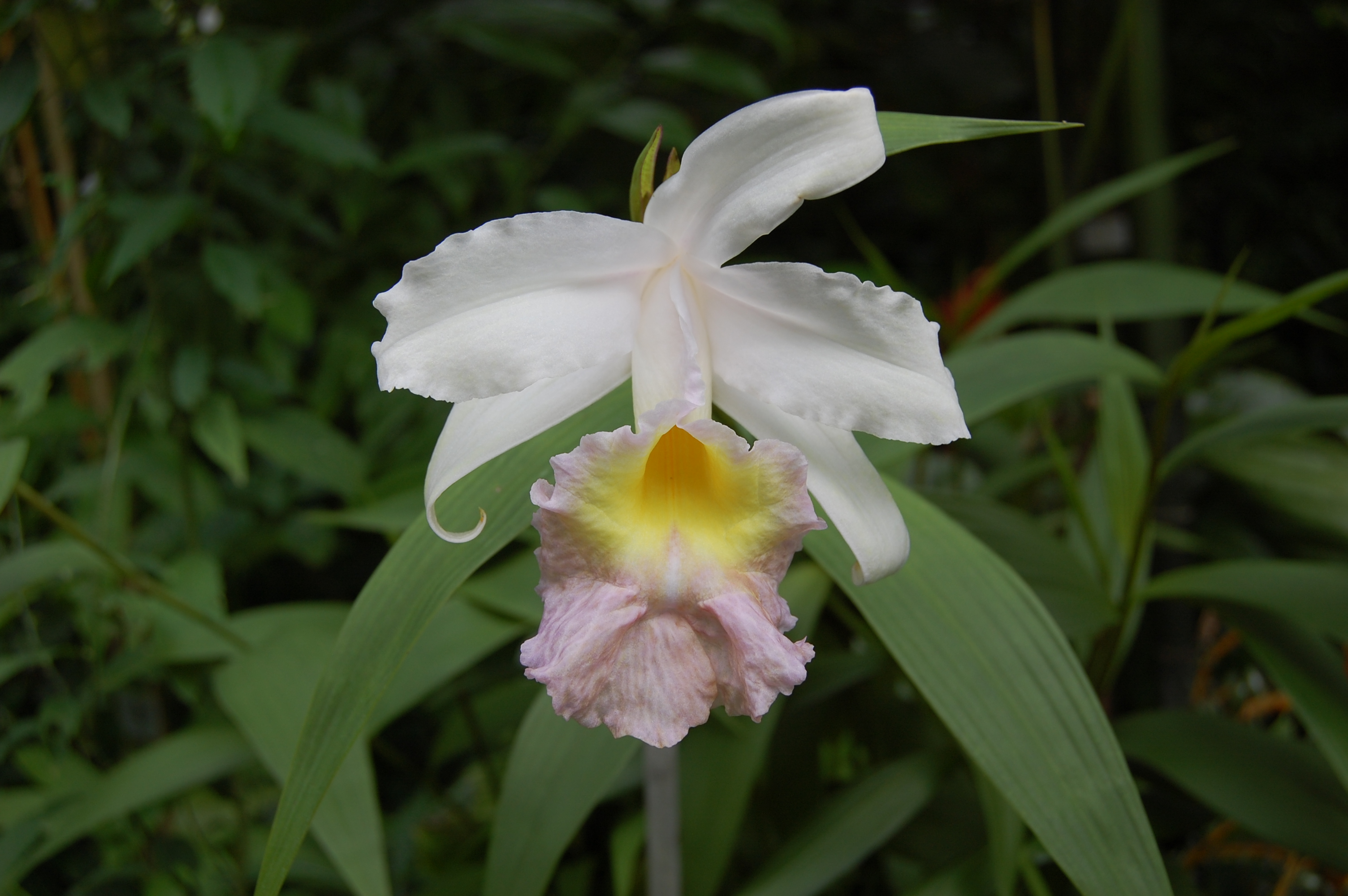
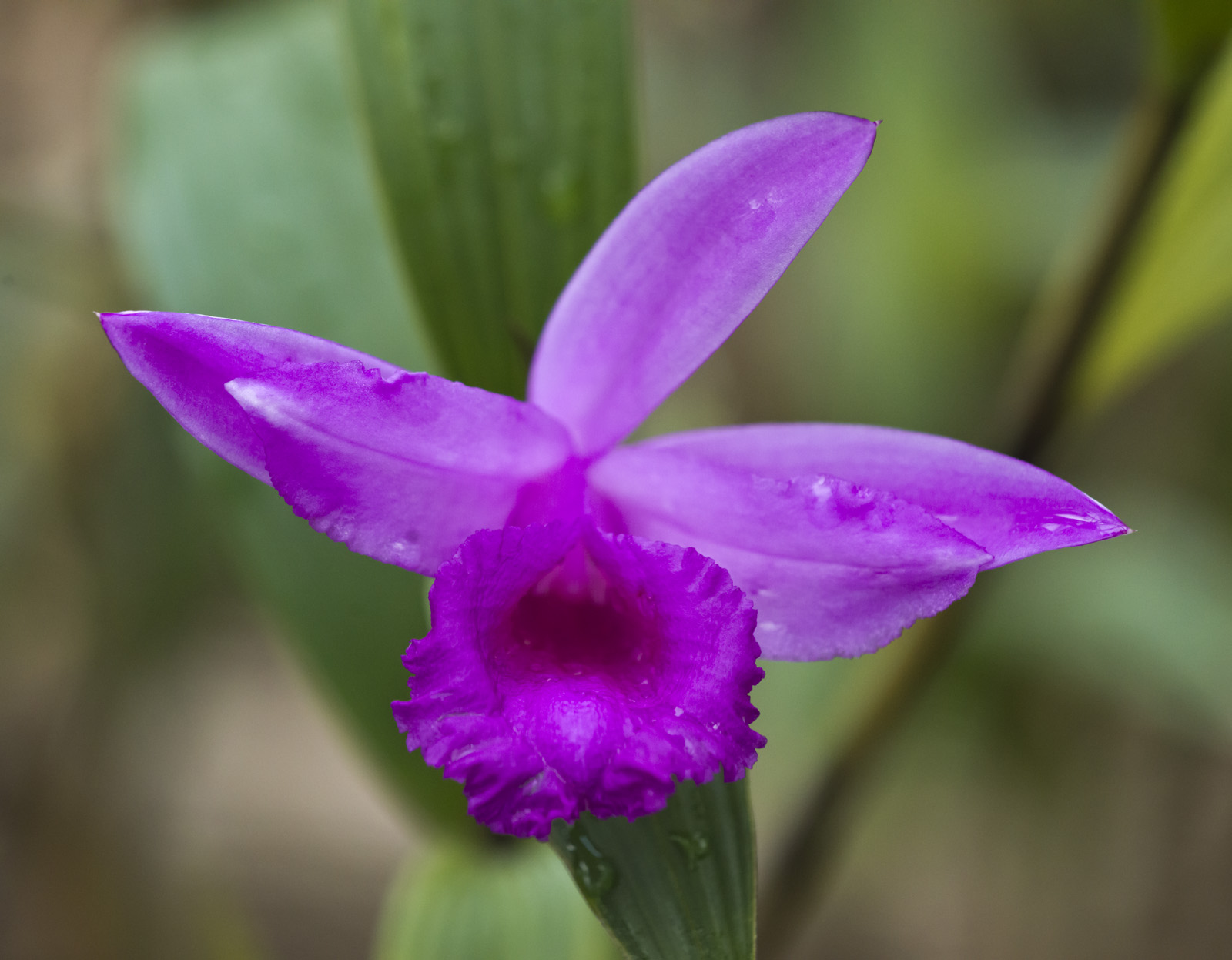